# To Mother
〈to Mother〉(투 마더)는 일본 싱어송라이터 YUI의 열 여섯 번째 싱글이다. 이 싱글은 2010년 6월 2일에 발매되었다. 〈to Mother〉는 〈Summer Song〉, 〈again〉,〈It's all too much/Never say die〉,〈GLORIA〉에 이어 5작 연속으로 오리콘 주간 차트 1위를 달성했다. 이 싱글은 앨범 《HOLIDAYS IN THE SUN》이 발매되기 한 달 전에 발매된 선행 싱글이다.
이 싱글의 타이틀곡인 to Mother의 반주는 피아노로 이루어졌다. 지금까지 YUI의 모든 곡의 반주가 기본적으로 기타가 있었던 반면, 이 곡에는 기타 반주가 아예 들어가지 않아, 팬들을 당혹케 하였다. to Mother는 레쿄쵸쿠 TV의 CM송으로 타이업되었다.

## 수록곡
전체 작사·작곡: YUI
| #             | 제목                              | 편곡              | 재생 시간 |
| ------------- | --------------------------------- | ----------------- | --------- |
| 1.            | 〈to Mother〉                     | 콘도 히사시       | 3:50      |
| 2.            | 〈Tonight〉                       | 오다쿠라          | 2:56      |
| 3.            | 〈GLORIA ~Yui Acoustic Version~〉 | YUI & 히사시 콘도 | 3:41      |
| 4.            | 〈to Mother ~Instrumental~〉      | 콘도 히사시       | 3:50      |
| 총 재생 시간: | 총 재생 시간:                     | 총 재생 시간:     | 16:32     |

## 한정반 DVD
초회한정반 DVD에는 다음 영상이 포함되었다.
1. to Mother : Music Video

## 차트 순위
| 차트        | 순위 |
| ----------- | ---- |
| 오리콘 일간 | 1    |
| 오리콘 주간 | 1    |
| 오리콘 연간 |      |